# Don, Trentino
Don là một đô thị ở tỉnh Trento ở vùng Trentino-Alto Adige/Südtirol của Ý, tọa lạc cách 35 km về phía bắc của Trento. Tại thời điểm ngày 31 tháng 12 năm 2004, đô thị này có dân số 246 người và diện tích là 5,3 km².
Don giáp các đô thị: Amblar, Romeno, Coredo và Sfruz.